# Széles-tó
A zempléni Széles-tó (szlovákul Zemplínska šírava, szokás még Kelet-Szlovákiai tengerként emlegetni) mesterséges tó Szlovákiában, üdülőhely.

## Fekvése
A Vihorlát-hegység déli részén duzzasztott Velencei-tó méretű víztározó a Laborc folyón, Nagymihálytól keletre fekszik. 

## Története
Szlovákia második legnagyobb felületű állóvize 1961–1965 között létesült. A Laborc árvízi víztöbbletét egy kis duzzasztómű után a 4,7 km-es Zempléni Széles-tó feltöltő csatorna (Zemplínska Šírava privodny kanál) vezeti a tóba annak északkeleti végén, a délnyugati végén pedig egy gát zárja el a víz útját. Itt egy zsilipen és egy újabb, 2,5 km hosszú csatornán (Zalacskai-csatorna (Zalužický kanál), másként Zempléni Széles-tó leeresztő csatorna (Zemplínska Šírava odpavodny kanál)) keresztül eresztik vissza a vizet  Nagymihály alatt a folyóba. 
A tó területének keleti 20%-án természetvédelmi terület, madárrezervátum van.

## Idegenforgalom
Az északi parton sok kemping van. A központokban mód van csónak-, vízisí-, vízibicikli-, szörf- és jetski- (szkúter) kölcsönzésére.  
A horgászat is lehetséges.
Idegenforgalmi szolgáltatások tekintetében a tó körüli falvak közül a legfejlettebb az északi parton fekvő Ungtavas. Itt található a tó egyetlen félszigete, illetve számos szálláshely és étterem mellett strand és termál fürdő is.
A közeli 325 m magas hegyen állnak Vinna várának romjai.

## Képek

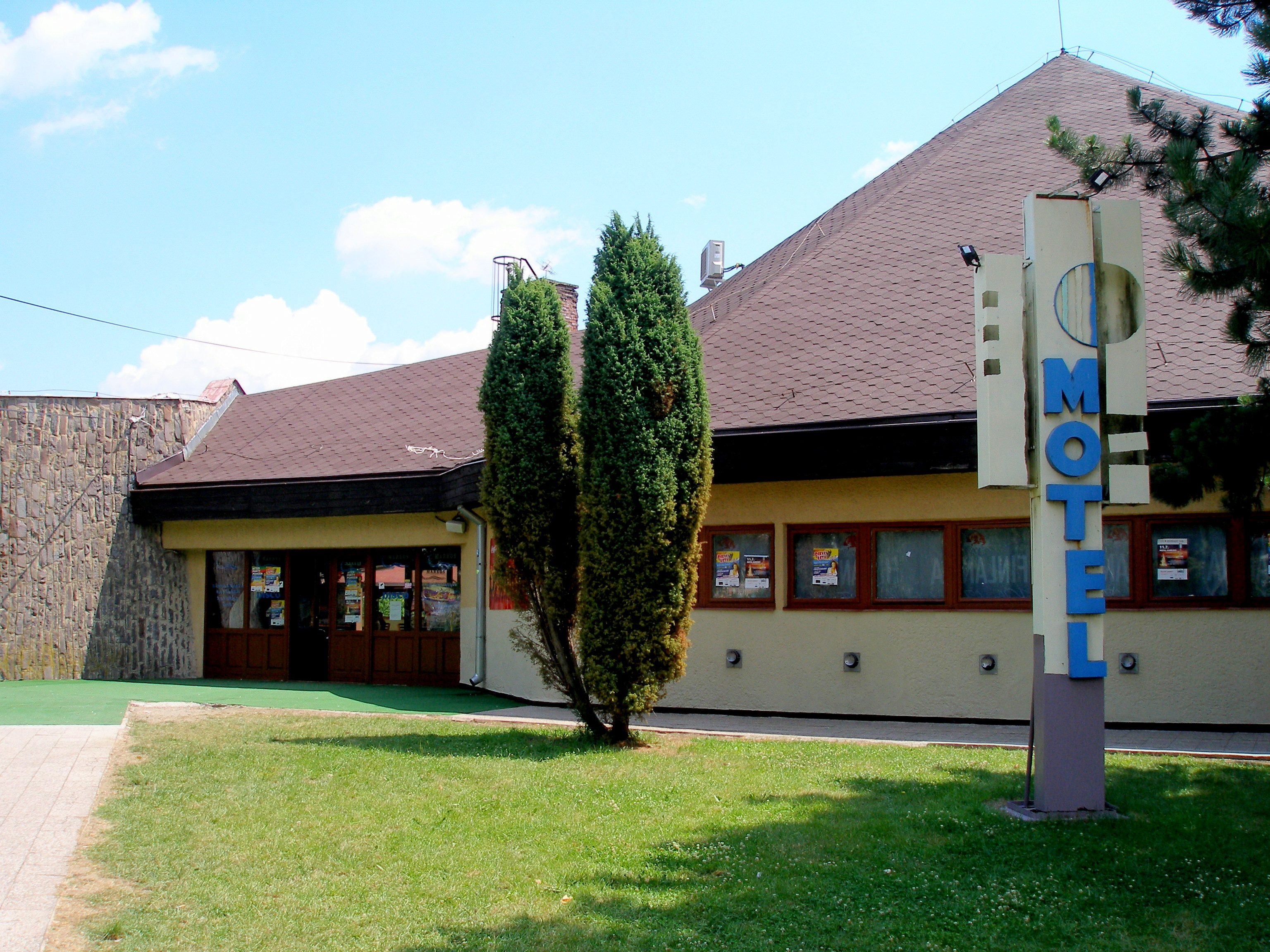
Az egyik motel
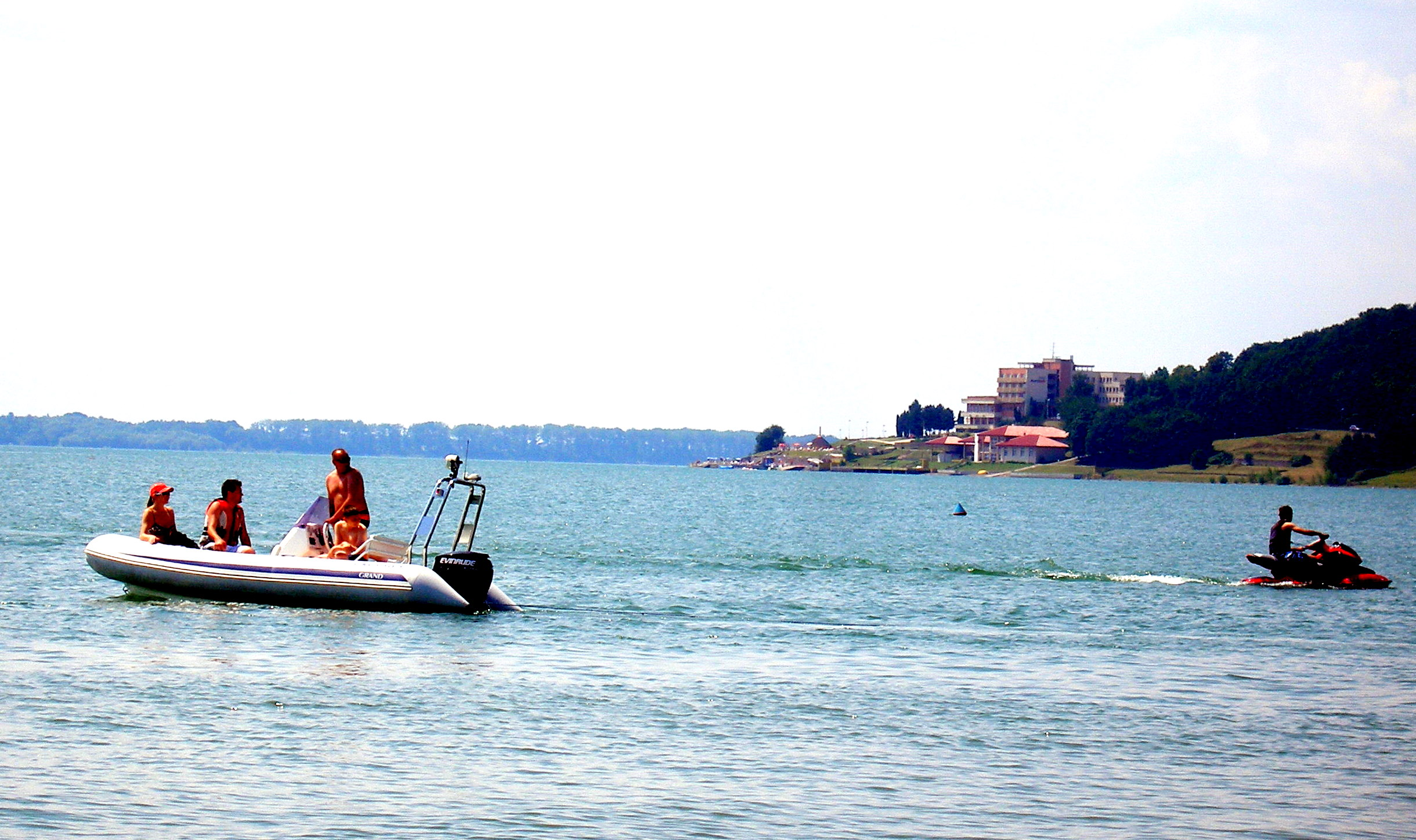
Csónakázás és jetski-zés
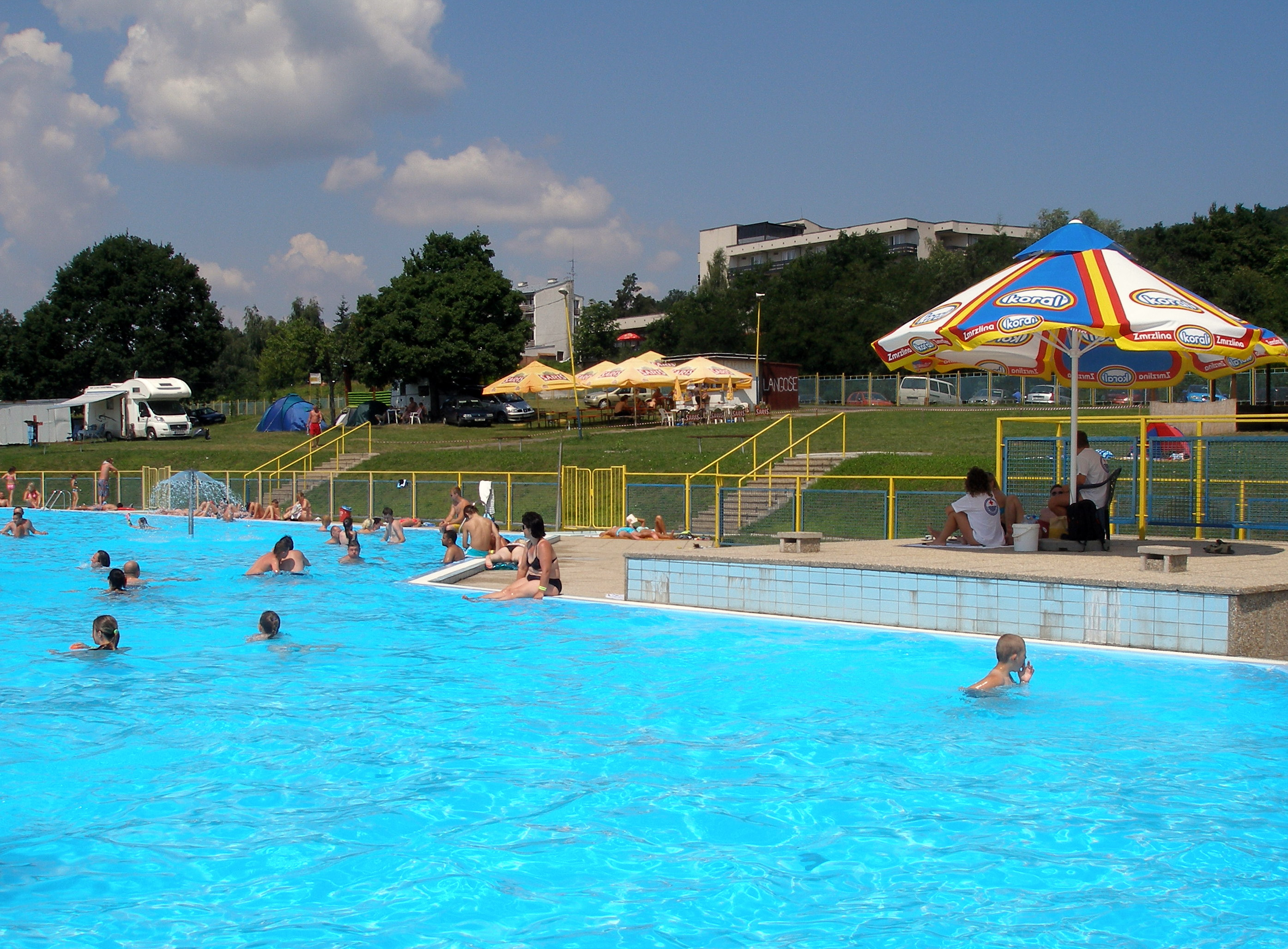
Gyermekmedence
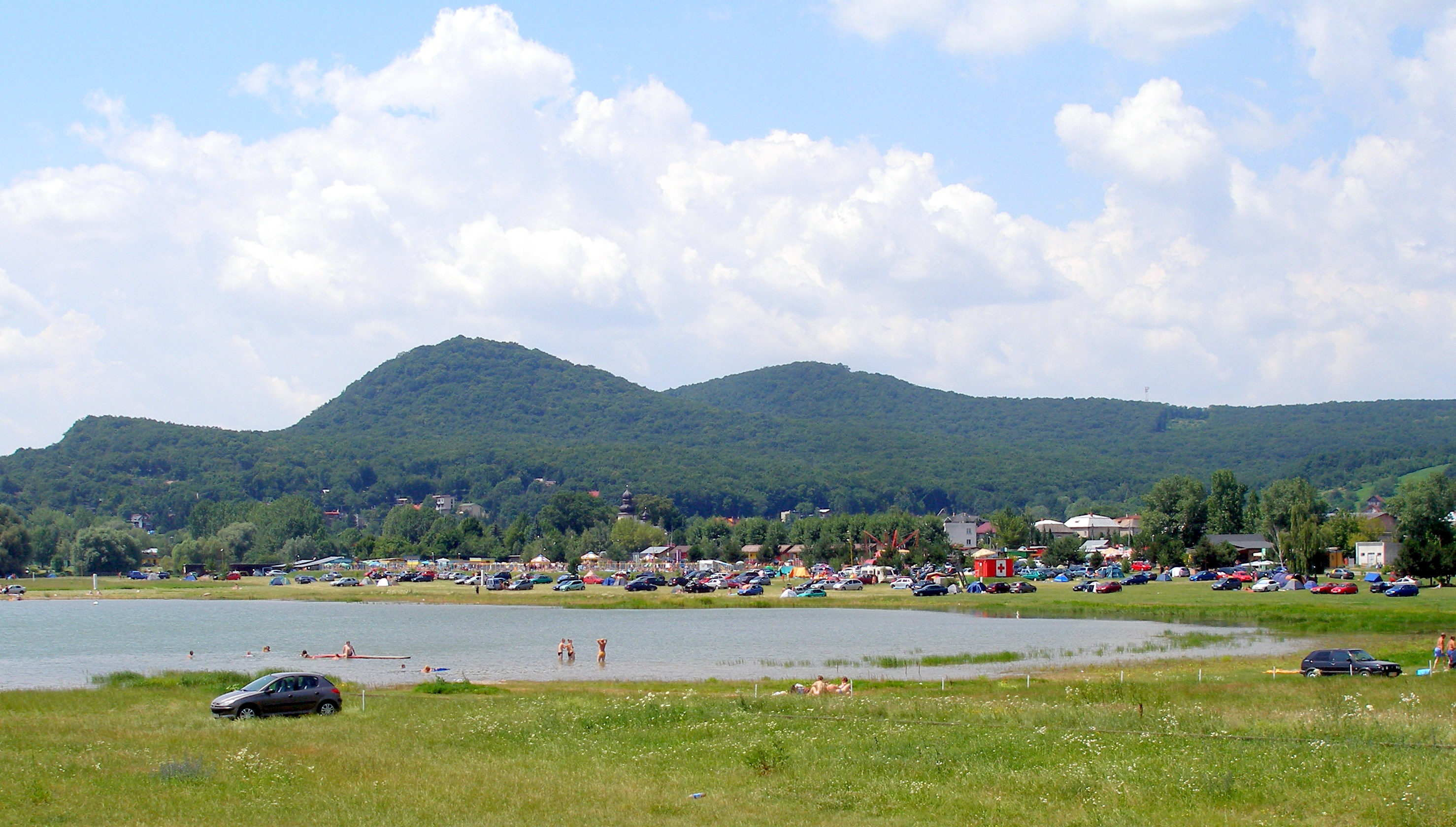
Táborozás a tóparton